# Park Narodowy Riły
Park Narodowy Riły (bułg. Национален парк „Рила“) – największy park narodowy w Bułgarii, o powierzchni 810,46 km². Usytuowany jest w najwyższej części gór Riła, około 100 km na południe od Sofii.

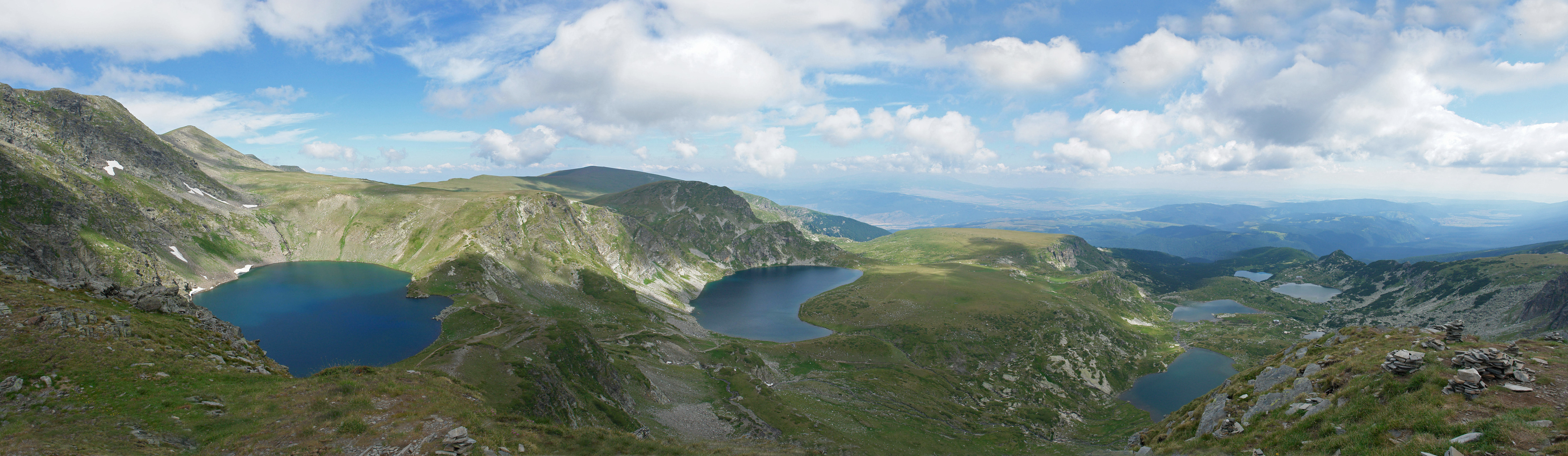
Panorama 6 jezior

Został założony 24 lutego 1992 roku celem ochrony kilku ekosystemów o znaczeniu krajowym. Teren parku zajmuje 30% gór Riła. Wysokość terenu parku waha się od 800 m n.p.m. w okolicach Błagojewgradu aż do 2925 m n.p.m. na szczycie góry Musała – najwyższego szczytu Bułgarii jak i całego Półwyspu Bałkańskiego. Jest tu ogólnie ponad 100 szczytów powyżej 2000 m n.p.m., a także różne formacje skalne, urwiska, jaskinie, głębokie kaniony i wodospady. Znajduje się tu 120 jezior, z czego 70 to jeziora polodowcowe. Wiele rzek ma swój początek w tym parku narodowym, między innymi Marica – najdłuższa rzeka w całości płynąca przez Bałkany – czy Iskyr – najdłuższa rzeka Bułgarii płynąca w całości w jej granicach.
Na terenie parku narodowego znajdują się 4 rezerwaty przyrody o łącznej powierzchni 162,221 km²:
- Rezerwat Parangalica – który chroni dwustuletni las świerkowy
- Centralen Rilski Rezerwat – który chroni ekosystem piętra alpejskiego i subalpejskiego,
- Rezerwat Skakawica – ochrona sosny górskiej, gdzie uprawia się wspinaczkę lodowcową,
- Rezerwat Ibyr – ochrona sosny macedońskiej.

Park Narodowy Riły jest jednym z największych i najcenniejszych obszarów chronionych w Europie. Międzynarodowa Unia Ochrony Przyrody (IUCN) zaklasyfikowała park w kategorii II. Dwa z czterech rezerwatów przyrody są ujęte w wykazie ONZ Reprezentatywnych Obszarów Chronionych, a wszystkie cztery są wliczone do Światowej Sieci Rezerwatów Biosfery UNESCO.
Na terenie Parku Narodowego Riły występuje 1400 gatunków roślin, spośród których 98 znajduje się w Czerwonej księdze gatunków zagrożonych, zaś 3 z nich to endemity. Większość terytorium parku jest pokryta gęstymi lasami świerkowymi, przede wszystkim białej jodły i sosny. Spośród 141 gatunków roślin leczniczych, 20 jest wymienionych w Czerwonej Księgi, a 8 jest chronionych innymi przepisami o ochronie środowiska. Park Narodowy Riły jest miejscem występowania 282 gatunków mchów, 233 gatunków grzybów i 130 gatunków glonów słodkowodnych.
Terytorium parku narodowego to niezwykle zróżnicowana sieć siedlisk zwierząt, które w większości pozostawały praktycznie nietknięte przez działalność człowieka, przez co zachowano zróżnicowane i całkowicie naturalne zbiorowiska zwierząt. Fauna reprezentowana jest przez 48 gatunków ssaków, 99 gatunków ptaków, 20 gatunków gadów i płazów i 5 gatunków ryb, a także 2934 gatunków bezkręgowców, z których 282 to gatunki endemiczne. Całkowita liczba trzynastu gatunków bezkręgowców jest zagrożonych wyginięciem w skali globalnej. 158 gatunków zwierząt jest pod ochroną Konwencji o ochronie gatunków dzikiej flory i fauny europejskiej oraz ich siedlisk a 24 gatunki kręgowców znajdują się w Czerwonej księdze gatunków zagrożonych. Wśród zwierząt występują tu między innymi kozica, głuszec zwyczajny, jarząbek zwyczajny, góropatwa skalna, włochatka zwyczajna, sóweczka zwyczajna, kuna leśna, suseł moręgowany, niedźwiedź brunatny zwyczajny, wilk eurazjatycki, a także jelenie, orły i sokoły.
Administracja parku znajduje się w mieście Błagojewgrad, filie zaś w miejscowościach: Samokow, Razłog, Bełowo, Borowec, Dupnica, Kostenec i Jakoruda.
Park Narodowy Riły to jedno z tych miejsc w bułgarskich górach, w których turystyka jest dobrze rozwinięta. W parku jest wiele ośrodków, które są przeznaczone do turystyki zimowej i letniej. Park zawiera 178 domków turystycznych o łącznej liczbie 1500 łóżek. Przez teren parku narodowego prowadzi wiele szlaków turystycznych, w tym także Europejski długodystansowy szlak pieszy E4.

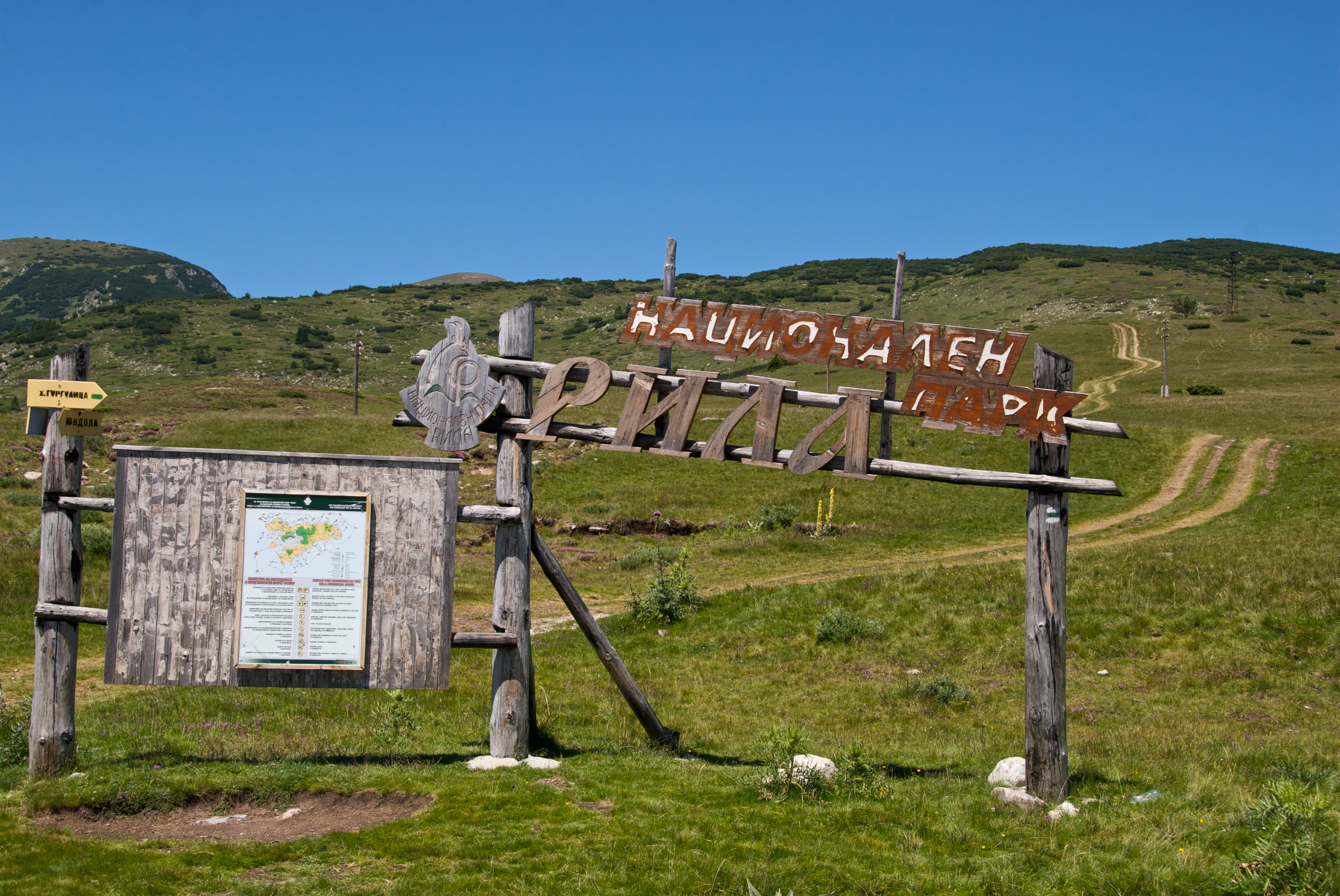
Wejście do parku narodowego przy jeziorze Bełmeken
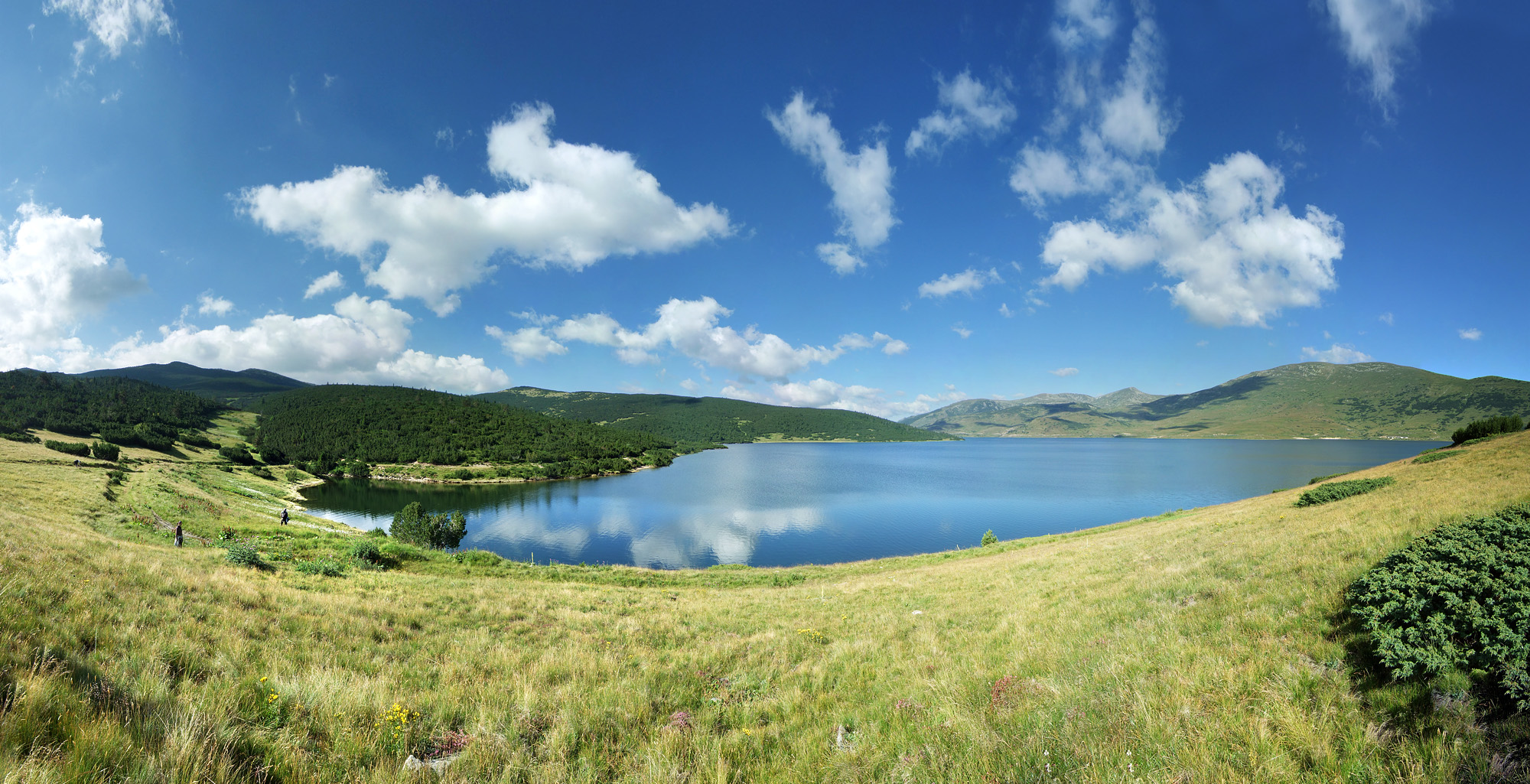
Zapora Bełmeken
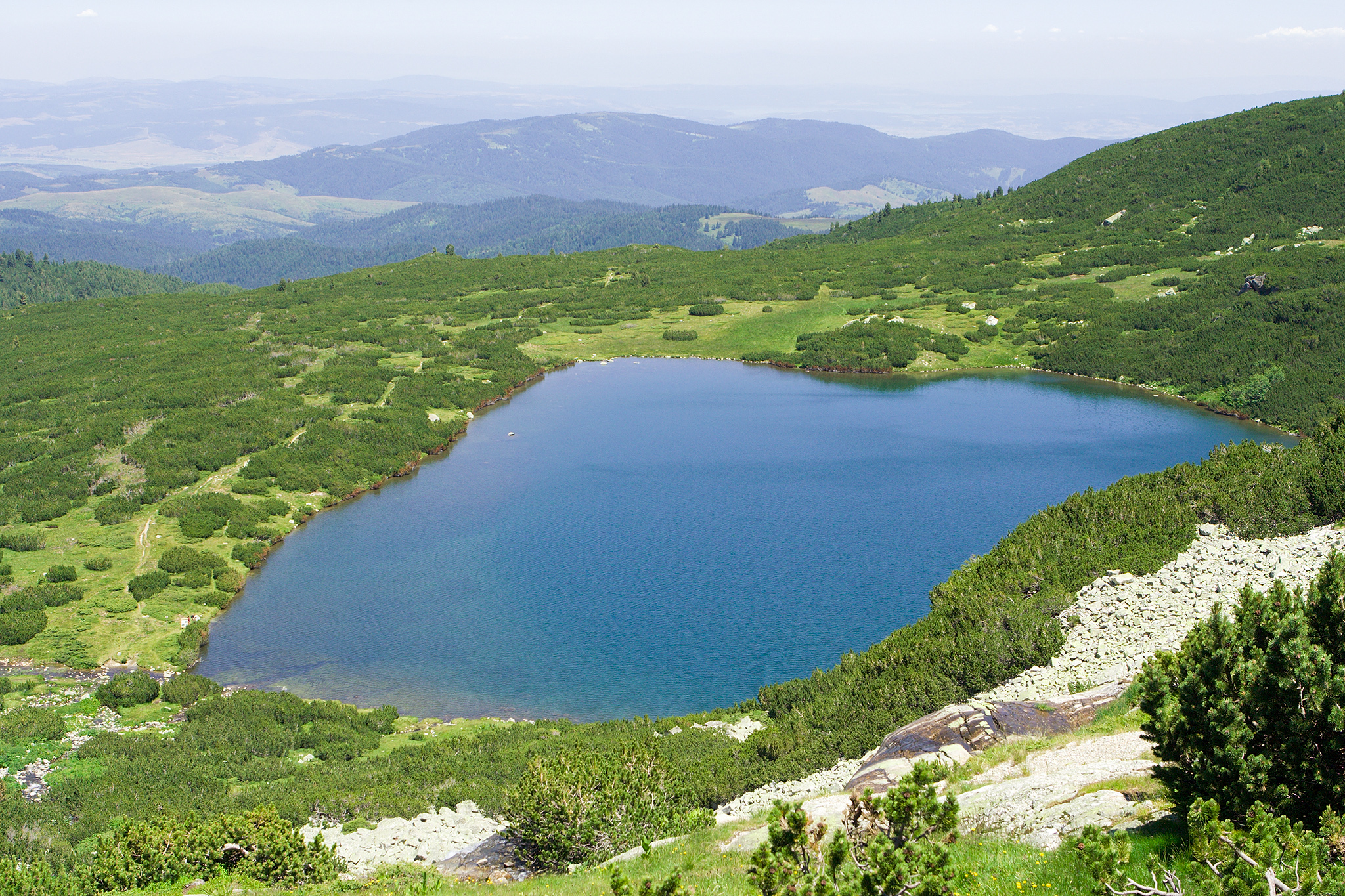
Dołnoto ezero
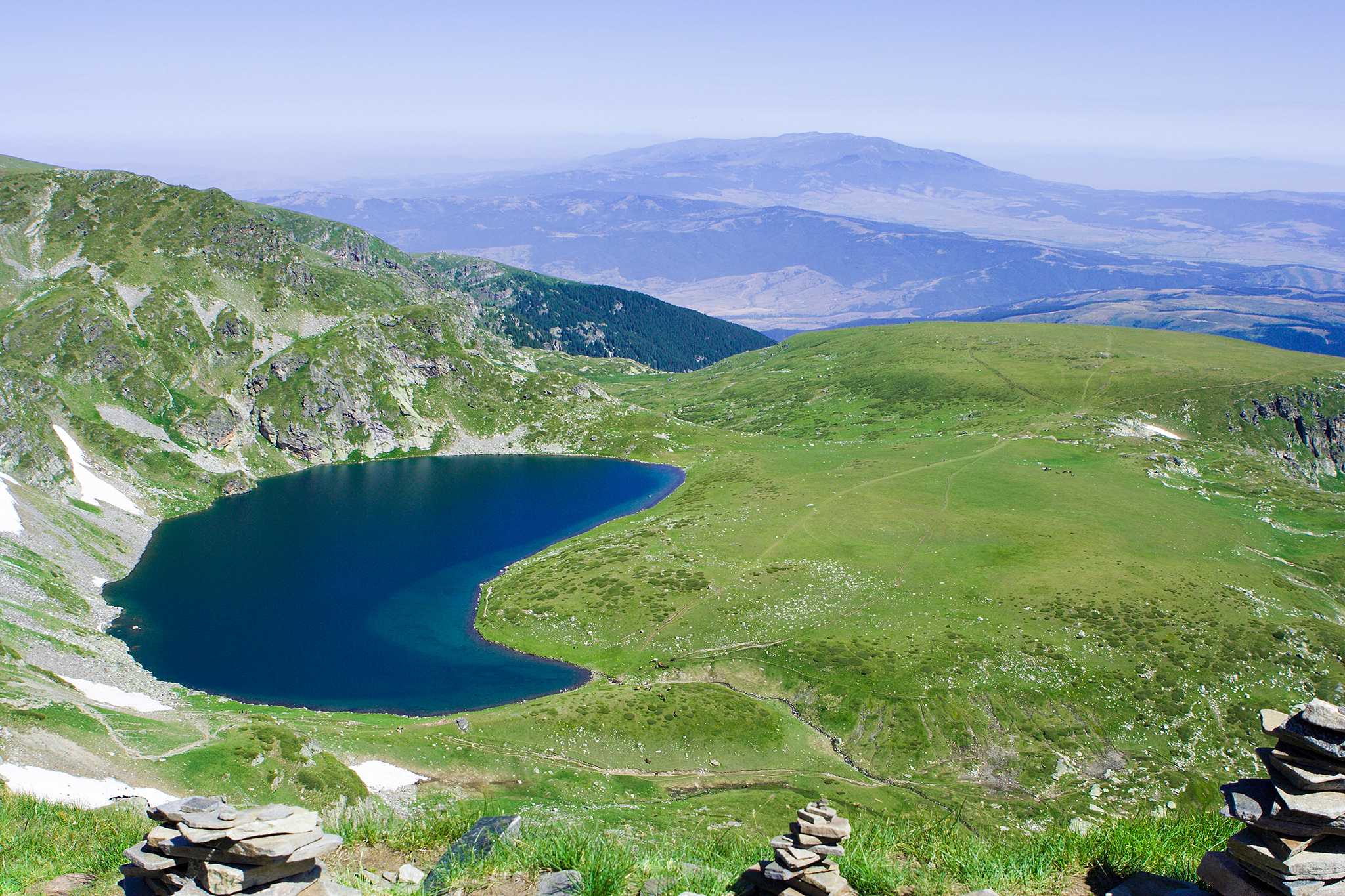
Jezioro Bybreka
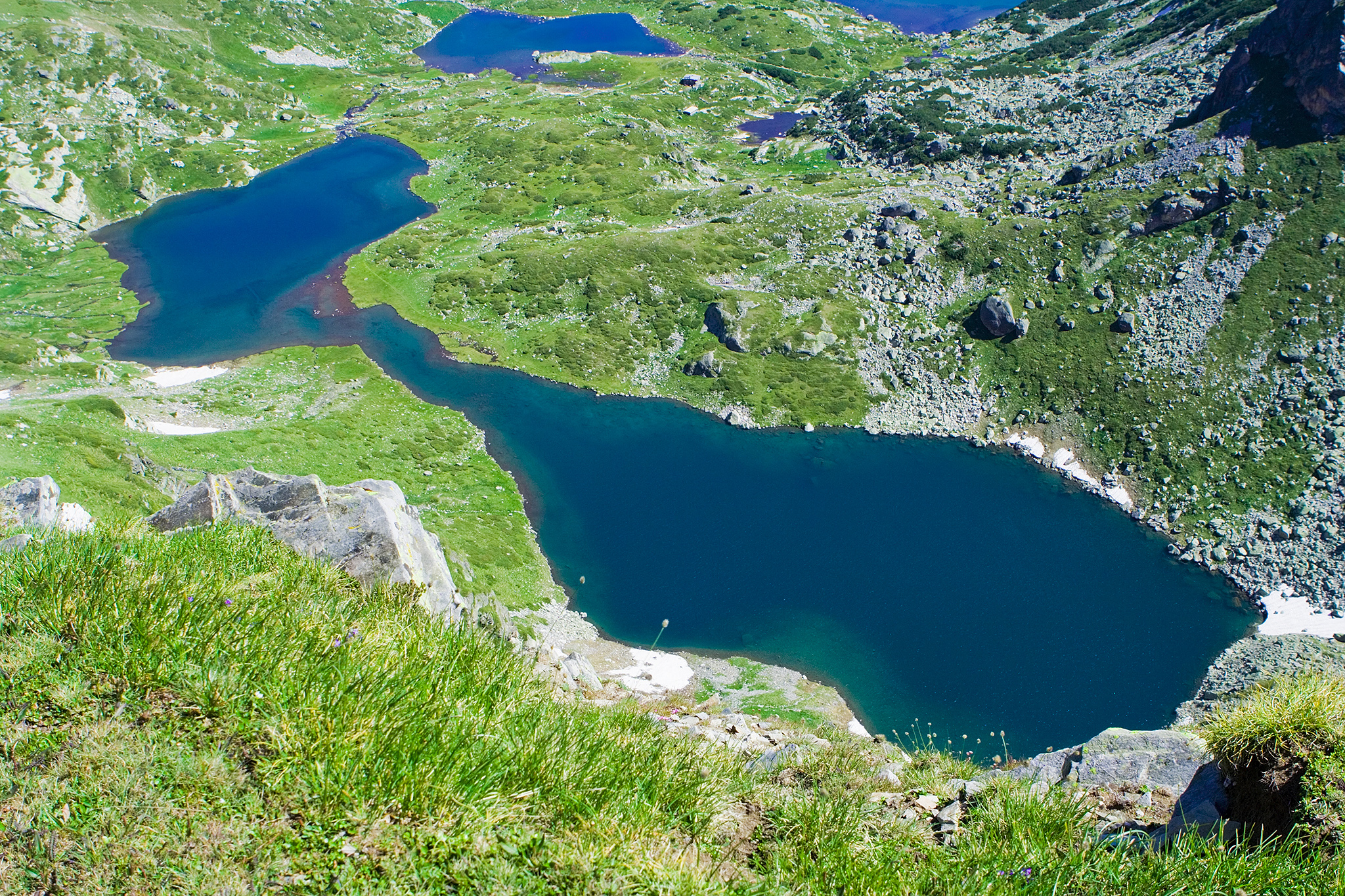
Jezioro Bliznaka
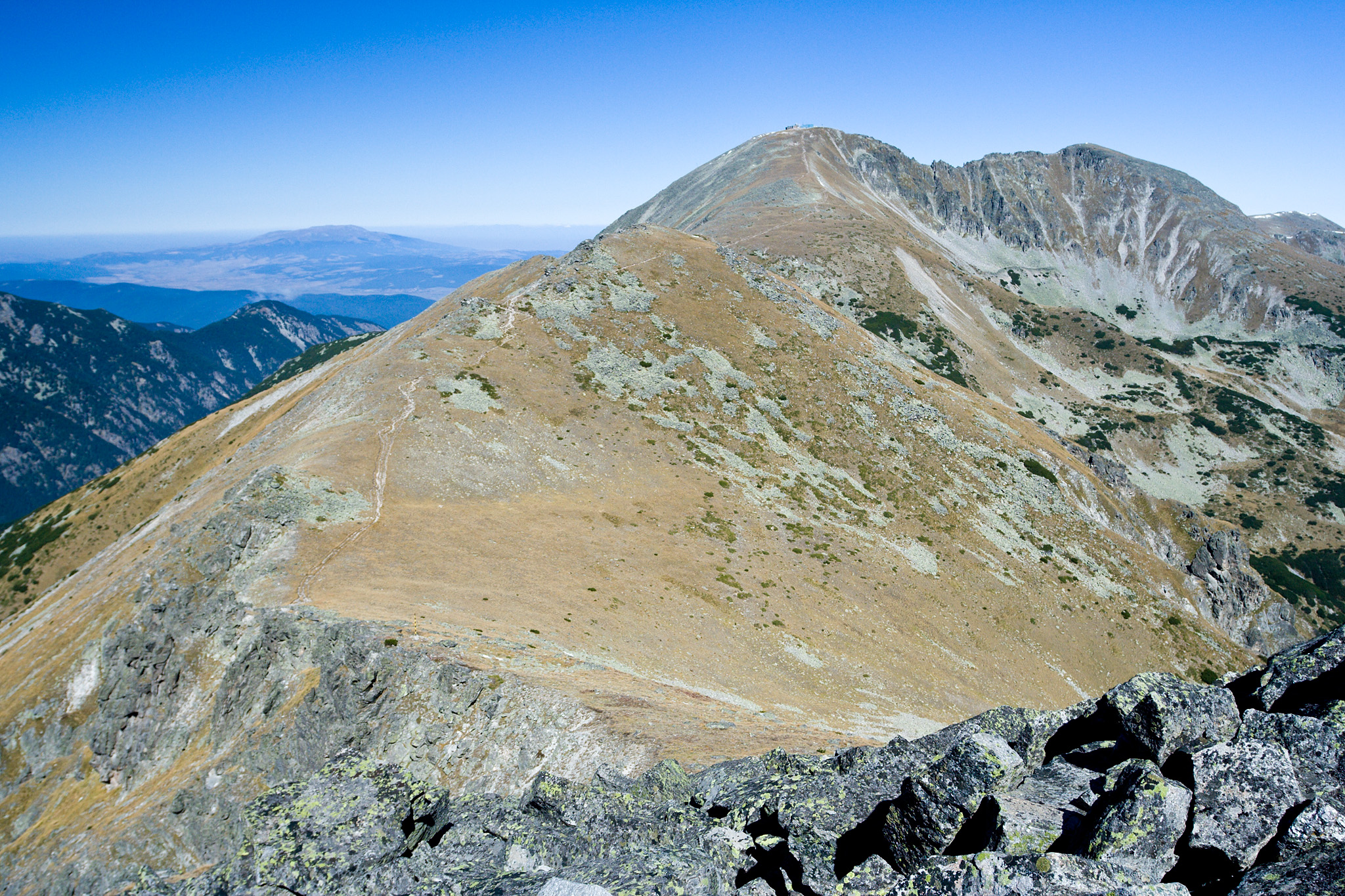
Góra Musała